# Фридман, Венди
Венди Фридман (англ. Wendy L. (Laurel) Freedman; род. 17 июля 1957 года, Торонто) — канадско-американский астроном и астрофизик, занимающаяся наблюдательной космологией (Observational cosmology), наиболее известна своей работой по измерению постоянной Хаббла. 
Доктор философии (1984). С 2003 года возглавляет Обсерватории института Карнеги в Пасадене (Калифорния). Именной Университетский профессор Чикагского университета, член Национальной АН США (2003) и Американского философского общества (2007). Член Королевского общества (2023). Удостоена Национальной научной медали США (2025) и др. отличий.

## Биография
Родилась в еврейской семье психиатра и пианистки.
В Торонтском университете получила степени бакалавра по астрономии и астрофизике (1979), магистра (1980) и доктора философии по астрономии и астрофизике (1984).
В 1984 году как стипендиат Карнеги в качестве постдока поступила в Обсерватории института Карнеги в Пасадене (Калифорния), в 1987 году зачислена в штат и возглавила их в 2003 году, став директором. Ныне именной Университетский профессор (John and Marion Sullivan University Professor) астрономии и астрофизики Чикагского университета. Член совета НАН США.
Член Американской академии искусств и наук (2001), фелло Американского физического общества.
Исследовательница тёмной энергии.
Замужем за астрономом Барри Мадором, также выпускником Торонтского университета, у них двое детей.

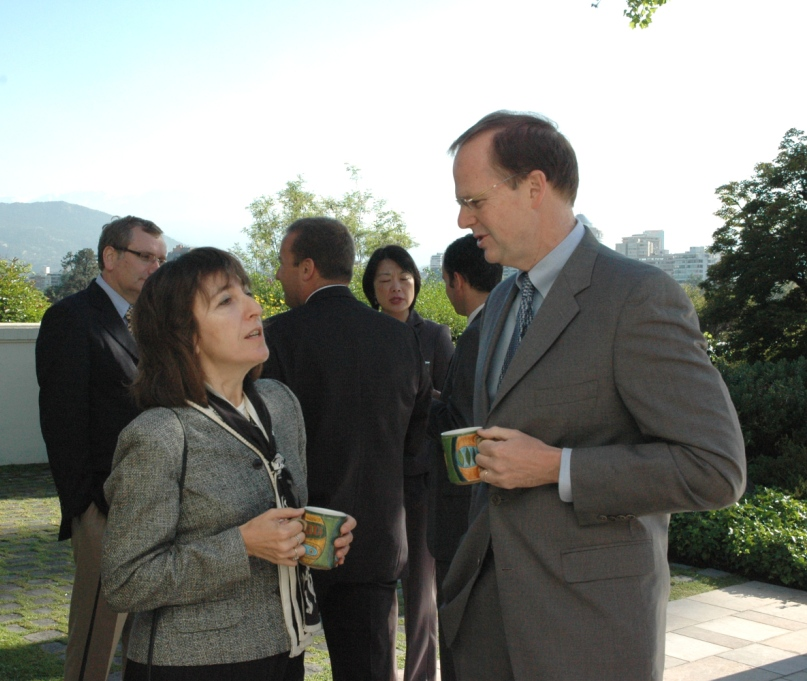
Венди Фридман

## Награды и отличия
- Marc Aaronson Memorial Lectureship[англ.] (1994)
- Centennial Lecturer Американского физического общества (1999)
- John P. McGovern Award (наука), Cosmos Club Foundation (2000)
- Magellanic Premium Американского философского общества (2002)
- Премия Грубера по космологии (2009)
- Почётный доктор альма-матер (2013)[6]
- Petrie Prize Lecture, Канадское астрономическое общество (2015)
- Премия Дэнни Хайнемана в области астрофизики Американского института физики (2016)
- Вошла в 10 людей года по версии журнала Nature - 2024
- Национальная научная медаль США (2025)[11]

В 2007 году в её честь назван астероид (107638) Вендифридман (Wendyfreedman).